# Wairarapa

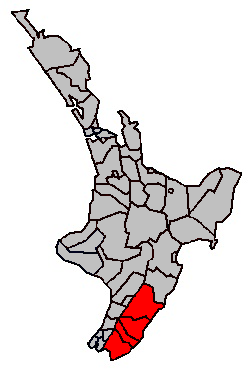
Región de Wairarapa en la isla norte de Nueva Zelanda.

Wairarapa (en maorí: aguas brillantes) es una región geográfica de Nueva Zelanda. Es una planicie de 830 km cuadrados que ocupa la esquina sureste de la Isla Norte, desde este del área metropolitana de Wellington al suroeste de la región de Hawke's Bay. Limita con los montes Rimutaka y Tararua. Debe su nombre al lago Wairarapa.
Es una región ligeramente poblada, que tiene varias ciudades de servicios rurales, siendo Masterton la más grande.